# 蕾吉娜·勒让
蕾吉娜·勒让（1945年8月16日—）是一位法国历史学家，出生于北部省的里尔，研究方向为中世纪前期，关注问题有卡洛林文艺复兴等。